# Gülse Birsel
Gülse Birsel właśc. Gülse Şener (ur. 11 marca 1971 w Stambule) – turecka aktorka, scenarzystka i prezenterka telewizyjna.

## Życiorys
Córka prawnika Gültekina Şenera i jego żony Semihy. Studiowała ekonomię na uniwersytecie Boğaziçi, w 1994 wyjechała do Stanów Zjednoczonych, tam też ukończyła studia w Columbia University.
W czasie studiów rozpoczęła współpracę z czasopismem Aktüel. Po powrocie ze studiów w USA pracowała dla stacji telewizyjnej ATV, czytając wiadomości z prasy zagranicznej. W latach 1997–2003 była redaktorką naczelną tureckojęzycznej wersji czasopisma Harper’s Bazaar, pisała także do czasopisma Sabah. W marcu 2002 zadebiutowała w roli prezenterki telewizyjnej stacji ATV. Od 2003 występowała w roli Nilüfer w serialu Eyvah! Eski Kocam, ale produkcję serialu przerwano. Od 2004 występowała w serialu Avrupa Yakası, do którego napisała scenariusz. W 2005 zadebiutowała na dużym ekranie rolą w filmie Hırsız Var! Od 2012 pracowała przy serialu Yalan Dünya, jako aktorka i scenarzystka. W 2018 współpracowała ze stacją Star TV przy serialu komediowym Jet Sosyete, w którym zagrała jedną z głównych ról. Do 2019 pisywała felietony do dziennika Hürriyet.
W 1999 poślubiła dziennikarza Murata Birsela, z którym mieszka w Nişantaşı.

## Role filmowe
- 2003: Eyvah! Eski Kocam jako Nilüfer
- 2004: Hırsız Var! jako Binnur Ersöz
- 2004–2009: Avrupa Yakası jako Aslı Sütçüoğlu
- 2009: 7 Kocalı Hürmüz jako Safinaz
- 2012–2014: Yalan Dünya jako Deniz Alsancak
- 2017: W rodzinie jako Mihriban
- 2018-2020: Jet sosyete jako Gizem Özpamuk